# Maximilian Hermann
Maximilian Hermann (Linz, 10 de diciembre de 1991) es un exjugador de balonmano austriaco que jugaba de lateral derecho. Su último equipo fue el HC Linz AG. Fue un componente de la selección de balonmano de Austria.
Es hermano del también balonmanista Alexander Hermann.

## Clubes
- HC Linz AG ( -2011)
- HIT Innsbruck (2011-2013)
- Bergischer HC (2013-2017)
- VfL Gummersbach (2017-2018)
- Alpla HC Hard (2018-2020)
- HC Linz AG (2020-2023)